# 1672 en philosophie
Chronologie de la philosophie
- 1668
- 1669
- 1670
- 1671
- 1672
- 1673
- 1674
- 1675
- 1676

L’année 1672 a été marquée, en philosophie, par les événements suivants :

## Publications
- Géraud de Cordemoy : Lettre d'un philosophe à un cartesien de ses amis (1672)

- Claude Frassen :  Scotus academicus, seu Universa Doctoris subtilis theologica dogmata, Parisiis : apud E. Couterot, 1672-1677[1]

- Jacques Rohault : Entretiens sur la Philosophie, 1 vol. in-12°, Paris, 1672. Réédition avec notes par Pierre Clair, C.N.R.S., Paris, 1978.

- Charles de Saint-Évremond : Réflexions sur la tragédie ancienne et moderne

- Georg Stengel :  Ova Paschalia Sacro Emblemate inscripta descriptaq[ue] à Georgio Stengelio, Societatis Iesu theologo. Monachij (Munich): Apud Nicolam Henricum (Heinrich Nikolaus) Electoralem Typographum. Ingolstadt, Simon Knab, 1672.

## Décès
- 9 mai à Paris : François de La Mothe Le Vayer, né le 1er août 1588[2] à Paris, est un philosophe, philologue et historien français, et l'un des principaux représentants de la pensée dite libertine[3] au XVIIe siècle. Longtemps négligée, sous-estimée, voire dédaignée[4], malgré quelques études pionnières et la thèse fondatrice de René Pintard (1943), son œuvre fait l'objet, depuis la fin des années 1980, d'une réévaluation enthousiaste, dont témoignent de nombreuses rééditions et une abondante bibliographie critique.

- 27 décembre à Paris : Jacques Rohault, né en 1618 (ou peut-être vers la fin de 1617[5]) à Amiens, est un physicien français qui précisa et vulgarisa par des expériences remarquables la physique cartésienne et contribua au déclin de l'aristotélisme.